# Heteromunia pectoralis
Heteromunia pectoralis là một loài chim trong họ Estrildidae. Môi trường sống tự nhiên của nó là các khu đồng cỏ đất thấp nhiệt đới hoặc cận nhiệt đới và savanna khô.